# 米卡埃尔·厄恩
米卡埃尔·厄恩（瑞典語：Mikael Örn，1961年11月29日—），瑞典男子游泳运动员。他曾代表瑞典参加1984年夏季奥林匹克运动会游泳比赛，获得男子4×100米自由泳接力铜牌。